# Bernardo Ribeiro
Bernardo Ribeiro (Nova Friburgo, 9 de octubre de 1989-Recreio, Minas Gerais, 7 de mayo de 2016) fue un futbolista brasileño que jugaba en la demarcación de centrocampista ofensivo.

## Biografía
Con tan solo once años empezó a formarse como futbolista en el Flamengo de su país natal. Jugó en las categorías inferiores del club durante nueve años, hasta que, en 2009, se unió a la disciplina del Catania Calcio italiano, donde permaneció durante un año. En 2011, y tras ser traspasado en febrero al KF Skënderbeu Korçë, finalmente formó parte del club el 25 de junio tras problemas con el Catania. Posteriormente jugó para el Newcastle Jets FC, IFK Mariehamn, EC Internacional de Lages y para el Friburguense AC, último club en el que jugó.
Falleció el 7 de mayo de 2016 en Recreio, a los 26 años de edad, tras sentirse mal después de jugar un partido de liga amadora Liga Esportiva de Cataguases con el Ideal Esporte Clube de Recreio.

## Clubes
| Club                      | País      | Año         | Partidos | Goles |
| ------------------------- | --------- | ----------- | -------- | ----- |
| KF Skënderbeu Korçë       | Albania   | 2011 - 2012 | 12       | 2     |
| Newcastle Jets FC         | Australia | 2012 - 2013 | 6        | 0     |
| IFK Mariehamn             | Finlandia | 2013 - 2014 | 38       | 4     |
| EC Internacional de Lages | Brasil    | 2015        | 0        | 0     |
| Friburguense AC           | Brasil    | 2016        | 9        | 0     |